# Pararge tenuiplumosa
Pararge tenuiplumosa är en fjärilsart som beskrevs av Ball 1922. Pararge tenuiplumosa ingår i släktet Pararge och familjen praktfjärilar. Inga underarter finns listade i Catalogue of Life.